# BBC World News
BBC World News (voorheen BBC World) is de internationale nieuwszender van de BBC. Ze zendt op de hele uren een lang nieuwsbulletin op televisie uit. Ook zijn er sportverslagen. De leaders en tunes zijn vergelijkbaar met die van het nationale BBC News.
De zender is in Nederland en België te ontvangen via de meeste kabelmaatschappijen. De zender is vrij te ontvangen via (onder andere) satellietpositie Astra 19,2°O. Hij is geblokkeerd in China, Oezbekistan en Zimbabwe, vooral omdat hij actualiteiten heeft gerapporteerd die nadelig waren voor de overheid van die landen. Voor het Verenigd Koninkrijk heeft BBC News een nationale nieuwszender: BBC News Channel.
Op 3 april 2023 ging BBC World News op in BBC News: een combinatie van het nationale en internationale nieuwskanaal.

## Reclame
Hoewel de BBC een publieke omroep is, wordt er toch reclame uitgezonden op BBC World News. Dit komt doordat de zender deel uitmaakt van het zenderportfolio van BBC Worldwide, de commerciële tak van de BBC. Enkel binnen het Verenigd Koninkrijk zijn ze verplicht om hun programma's reclamevrij aan te bieden, gezien ze daar gefinancierd worden met belastinggeld.